# Eupteryx lautereri
Eupteryx lautereri – gatunek pluskwiaka z rodziny bezrąbkowatych i podrodziny Typhlocybinae.
Gatunek ten opisany został w 2013 roku przez Rolanda Mühlethalera i Władimira Gniezdiłowa.
Bezrąbkowaty o ciele długości od 3,7 do 4,1 mm. Głowa o prawie pozbawionej znaków żółtawozielonkawej twarzy i z dwoma zaokrąglonymi, czarnymi plamami na ciemieniu, które mogą jednak zanikać. Przedplecze barwy twarzy. Ciemne, trójkątne plamy obecne po bokach tarczki. Przednie skrzydła zdobią po cztery czarnobrązowe plamy, a ich komórki wierzchołkowe są przyciemnione. Narządy rozrodcze samca odznaczają się zakrzywionymi do wewnątrz i krzyżującymi się przydatkami edeagusa oraz długim, zakrzywionym wyrostkiem pygoferu.
Pluskwiak północnokaukaski, znany z Kraju Krasnodarskiego i Abchazji.